# Pelargonian cholesterylu
Pelargonian cholesterylu – organiczny związek chemiczny, ester cholesterolu i kwasu pelargonowego. W warunkach normalnych jest białym, ciekłym kryształem, nierozpuszczalnym w wodzie. Należy do grupy ciekłych kryształów typu cholesterolowego, których cząsteczki mają strukturę spirali. Taka budowa cząsteczki bywa również nazywana również skręconą strukturą nematyczną (chiralny nematyk). Pelargonian cholesterylu topi się w temperaturze 80,5 °C, stan cieczy izotropowej osiągając w temperaturze 90 °C (temperatura klarowania). Po obniżeniu temperatury poniżej temperatury klarowania, wykazuje cechy ciekłego kryształu, przechodząc, w miarę obniżania temperatury przez fazę cholesterolową i smektyczną. Łatwo ulega przechłodzeniu, nawet do temperatury pokojowej. Podczas krystalizacji zarówno do fazy cholesterolowej, jak i do fazy stałej tworzy sferolity.